# Salix plectilis
Salix plectilis är en videväxtart som beskrevs av A. Kimura. Salix plectilis ingår i släktet viden, och familjen videväxter. Inga underarter finns listade i Catalogue of Life.